# ناحیه کارسون، شهرستان فایت، ایلینوی
ناحیه کارسون (به انگلیسی: Carson Township) یک منطقهٔ مسکونی در ایالات متحده آمریکا است که در شهرستان فایتی، ایلینوی واقع شده‌است. ناحیه کارسون ۱۷۹ متر بالاتر از سطح دریا واقع شده‌است.